# Нейський район
Нейський район (рос. Нейский район) — адміністративно-територіальна одиниця (район) та муніципальне утворення (муніципальний район) в центрі Костромської області Росії.
Адміністративний центр — місто Нея.

## Історія
Нейський район утворено у квітні 1929 року у складі Костромського округу Івановської Промислової області.
31 березня 1936 року передано до складу новоствореної Ярославської області. З 13 серпня 1944 - у складі Костромської області.

## Населення
| 2002    | 2008    | 2009    | 2010    | 2011    | 2012    | 2013    |
| ------- | ------- | ------- | ------- | ------- | ------- | ------- |
| 6018    | ↘4745   | ↗15 914 | ↘14 152 | ↘14 103 | ↘13 806 | ↘13 436 |
| 2014    | 2015    | 2016    | 2017    | 2018    | 2019    | 2020    |
| ↘13 144 | ↘12 904 | ↘12 643 | ↘12 476 | ↘12 232 | ↘11 904 | ↘11 673 |